# Rhizomyia detrita
Rhizomyia detrita är en tvåvingeart som beskrevs av Boris Mamaev 1967. Rhizomyia detrita ingår i släktet Rhizomyia och familjen gallmyggor. Inga underarter finns listade i Catalogue of Life.